# Pitsligo
Pitsligo ou New Pitsligo, est un village écossais situé dans la région d’Aberdeenshire.

## Histoire
Le village a été aménagé par William Forbes.